# Малаховиці
Малаховиці (пол. Małachowice) — село в Польщі, у гміні Озоркув Зґерського повіту Лодзинського воєводства.
Населення — 86 осіб (2011).

## Демографія
Демографічна структура станом на 31 березня 2011 року:
|          | Загалом | Допрацездатний вік | Працездатний вік | Постпрацездатний вік |
| -------- | ------- | ------------------ | ---------------- | -------------------- |
| Чоловіки | 45      | 9                  | 28               | 8                    |
| Жінки    | 41      | 8                  | 22               | 11                   |
| Разом    | 86      | 17                 | 50               | 19                   |